# 上施泰讷巴赫
上施泰讷巴赫是德国莱茵兰-普法尔茨州的一个市镇。总面积3.33平方公里，总人口225人，其中男性120人，女性105人（2011年12月31日），人口密度68人/平方公里。